# 정구영 (정치인)
정구영(鄭求瑛, 1894년 5월 14일~1978년 5월 22일)은 대한민국의 법조인·정치인이다. 제6·7대 국회의원을 지냈다. 충북 옥천 출생이며, 호는 청람(淸嵐)이다.
1896년 충청북도 옥천군에서 정석용의 아들로 태어나 1919년 경성법률전수학교를 졸업하고 1923년 고성지검 검사를 하다 1924년부터 서울시에서 변호사를 개업하였다. 변호사를 하면서 민족운동가를 변호하였으며 1959년 서울변호사회 회장, 대한변호사협회 회장, 1960년 국제변호사 이사에 취임하였다.
1961년 군사정변 이후 창당된 공화당 초대 총재에 임명되어 전국구 의원으로 제6대 국회의원 선거에 당선되어 1964년 공화당 의장, 1965년 총재상의역, 1967년 제7대 국회의원 선거에서 전국구 의원 재선에 성공하였으나 소속 정당의 전국구 의원으로는 유일하게 3선개헌을 반대하여 1974년 1월 탈당하였고 그해 12월 민주회복국민회의 고문으로 추대되었다.

## 학력
- 1910년: 한성외국어학교 영어부
- 1911년: 황성기독교청년회 상과
- 1919년: 경성법률전수학교를 졸업

## 경력
- 1920년: 경성지방법원검사
- 1930년: 조선변호사협회장
- 1959년: 대한변호사협회장
- 1946년: 조선법조회 이사장
- 1956년: 초대 한국법학원장
- 1960년: 국제변호사회이사
- 1963년: 민주공화당 초대 총재
- 1974년: 민주공화당 탈당
- 민주공화당의장

## 역대 선거 결과
|  | 33.5% |

|  | 50.6% |